# Покров (Клинський район)
Покров — село у складі міського поселення Клин Клинського району Московської області Російської Федерації.

## Розташування
Село Покров входить до складу міського поселення Клин, на південний схід від міста Клин на березі річки Жорновка. Найближчі населені пункти, Рубчиха, Єліно, Місірьово. Найближча залізнична станція Покровка.

## Населення
Станом на 2010 рік у селі проживало 37 людей